# Bob Haworth
Robert "Bob" Haworth (26 de junio de 1897-marzo de 1962) fue un futbolista inglés, más conocido por su papel en el Bolton Wanderers, para quien hizo más de 300 apariciones en la Football League. Jugó para el equipo en las finales de 1923, 1926 y 1929 de la FA Cup.

## Clubes
| Club             | País       | Años        | Partidos | Goles |
| ---------------- | ---------- | ----------- | -------- | ----- |
| Bolton Wanderers | Inglaterra | 1911 - 1932 | 322      | 0     |